# Rudice (Zlín)
Rudice (in tedesco Ruditz) è un comune della Repubblica Ceca facente parte del distretto di Uherské Hradiště, nella regione di Zlín.